# Търф Мур
„Търф Мур“ е футболен стадион в английския град Бърнли, графство Ланкашър. От 1883 г. е официалният стадион на ФК Бърнли. Има капацитет 22 546 и е един от малкото останали стадиони в Англия с тунел и съблекални зад една от вратите. Първоначално съоръжението се е състояло само от терен, а първата трибуна била построена чак през 1885 г. Шест години по-късно е издигната трибуната „Стар“ и са добавени правостоящи места в двата края на терена. След Втората световна война стадионът бива реконструиран, а четирите трибуни — възстановени. През 1990-те съоръжението е ремонтирано, като на трибуните „Лонгсайд“ и „Бии Холд Енд“, които са за правостоящи, им се слагат седалки. Четирите трибуни се наричат „Джеймс Харгрийвс Стенд“, „Джими Макилрол Стенд“, „Боб Лорд Стенд“ и „Крикет Фийлд Стенд“.
Бърнли изиграват първия си мач на терена на 17 февруари 1883 г., при загубата с 3-6 от местния Ротънстол. Когато Принц Алберт Виктор открива нова болница в Бърнли през 1886, Търф Мур става първият футболен терен посетен от член на Британското кралско семейство. Първият мач от лигата се провежда на 6 октомври 1888 г. Рекордът за посещаемост на „Търф Мур“ е поставен през 1924 г., когато 54 755 души наблюдават мача за ФА Къп между Бърнли и ФК Хъдърсфийлд Таун. През същата година стадионът приема единствения си полуфинал за ФА Къп.
През 2007 г. са оповестени планове за разширяването на „Търф Мур“. Директорите на Бърнли предлагат мащабна реконструкция на стойност 20 милиона паунда. Плановете, които включват построяването наново на „Крикет Фийлд Стенд“ и преместването на тунела за играчите, биват замразени, докато финансовият климат не се подобри.